# José Oregón Morales
José Oregón Morales (Sallqapampa, Pampas, provincia de Tayacaja, departamento de Huancavelica, Perú, 22 de diciembre de 1949) es un escritor y profesor de literatura peruano. Es uno de los pocos autores quechuas que han publicado también obras originales en prosa en quechua. Fue profesor en el Colegio Salesiano Santa Rosa de Huancayo.

## Biografía
José Oregón Morales nació en Pampas, Provincia de Tayacaja, Huancavelica en el año de 1949. Su residencia en Huancayo es por más de cuarenta años. Es hijo de la famosa cantante folclórica Carmela Morales Lazo. Desde muy niño convivió en el mundo andino, del idioma quechua, la trilla y la chacra; el citadino, los cantos y el teatro.
Oregón Morales fue también fundador del Centro de Arte Tuky, una entidad cultural privada que impulsó en Huancayo, las artes escénicas, la música folclórica, y danzas oriundas. Su aporte a la cultura en la región centro del Perú radica en haber difundido y rescatado la indumentaria y la coreografía de las danzas autóctonas más diversas, también tiene publicaciones especializadas y enseñado las danzas autóctonas.

## Vida y labor literaria
José Oregón Morales estudió lengua y literatura en la Escuela Superior Mixta de Huancavelica. En 1984 publicó bajo el título Kutimanco doce cuentos en quechua ayacuchano que había escuchado de su madre y en 1986 El motín, una obra de teatro en español.
En 1994 apareció su libro Loro ccolluchi (Luru qulluchi, “Exterminio de loros”) que contiene ocho cuentos cortos. En las dos historias más extensas cuenta de su infancia en un pueblito de los Andes, mientras que las otras son basadas en cuentos tradicionales. En el cuento Luru qulluchi describe la lucha contra los loros que venían del oriente y exterminaban el maíz que estaba madurando. Qurilasu en el mismo libro es un cuento hablado desde la perspectiva de toro que tiene que pelear en una corrida.
En la novela La casita del cedrón (2011) cuenta de su madre Carmela Morales Lazo de la comunidad de Sallqapampa, que huye de casa de su padre dominador y después se vuelve a ser una cantautora y miembro del grupo folklórico Tuky.

## Obras

### Teatro en castellano
- 1986: El Motín

"el círculo de tiza"
Loro cuyuchi

### Novela en castellano
- 2011: La casita del cedrón

### Cuentos en quechua
- 1984: Kutimanco (doce cuentos)
- 1994: Loro ccolluchi (Luru qulluchi, “Exterminio de loros y otros cuentos”: ocho cuentos)